# Soerabaijasch Handelsblad
Il Soerabaijasch Handelsblad è stata una testata giornalistica delle Indie orientali olandesi. Con sede a Surabaya, aveva come editore Kolff and Company.

## Storia
I giornali di Surabaya risalgono al 1836, quando fu pubblicata in lingua olandese il Soerabaijasch Advertentieblad. Soerabaijasch Handelsblad venne fondato nel 1853 con il nome De Oostpost; fu il secondo quotidiano pubblicato nella città. Sebbene la pubblicazione iniziale fosse limitata alle pubblicità, alla fine iniziò a includere notizie e articoli di interesse generale, incluso il cinema e la letteratura.
Nel 1865 il nome cambiò in Soerabaijasch Handelsblad e così rimase fino al 1942, anno della chiusura in seguito all'occupazione giapponese delle Indie orientali olandesi. Sebbene per gran parte della sua esistenza il giornale fosse datato usando il calendario gregoriano, dal 17 maggio al 6 giugno 1942 (durante l'occupazione, che durò fino al 1945), usò il giapponese kōki (皇 紀).
Nel 1945 il Soerabaijasch Handelsblad venne rifondato come Nieuwe Courant; fino al 1946 fu pubblicizzato come il giornale ufficiale dell'Amministrazione civile indipendente delle Indie, un'organizzazione semi-militare incaricata di ripristinare la legge e l'amministrazione coloniale olandese nella recente Repubblica di Indonesia, che rivendicò la maggior parte delle Indie. Dal 1951 venne chiamato Nieuw Soerabaiasch Handelsblad e nel 1957 venne definitivamente chiuso.